# Viggo Lindstrøm
Viggo Lindstrøm, född 12 januari 1859 i Köpenhamn, död 17 juni 1926, var en dansk skådespelare, gift med skådespelaren Vera Lindstrøm.
Lindstrøm scendebuterade i Stavanger Norge 1880. Han var därefter engagerad vid olika scener i Köpenhamn. Han blev teaterchef för Det Ny Teater 1908 men lämnade tjänsten efter tre år på grund av en mindre skuld till teatern. Han filmdebuterade 1908 i Vildmanden och kom att medverka i en rad filmer producerade av Nordisk Film.

## Filmografi (urval)
- 1908 – Vildmanden
- 1912 – En behagelig fejltagelse
- 1921 – Blade af Satans bog